# الجليد النجمي
الجليد النجمي مؤلف من حبيبات المواد المتطايرة في الطور الجليدي والتي تتكون في الوسط النجمي. والجليد وحبيبات الغبار تشكل المادة الأولية التي تشكل منها النظام الشمسي. وتوجد حبيبات الجليد في المناطق الكثيفة من السحب الجزيئية، حيث تتشكل النجوم الجديدة. ويمكن أن تصل درجات الحرارة في هذه المناطق إلى 10 كلفن، مما يسمح للجزيئات التي تصطدم بالحبوب بتكوين غلاف جليدي. وبعد ذلك، تخضع الذرات لحركة حرارية على طول السطح، وتشكل في النهاية روابط مع ذرات أخرى. وهذا يفضي إلى تكوين الماء والميثانول. ويكثر الماء والميثانول في الجليد، وكما تكثر الأمونيا وأول أكسيد الكربون وثاني أكسيد الكربون. وقد يوجد الفورمالديهايد المجمد والهيدروجين الجزيئي كذلك. ويوجد بالكميات المنخفضة النتريل والكيتونات والإسترات وكبريتيد الكربونيل. ولا تكون أغلفة الحبيبات الجليد النجمي متبلورة، ولا تتبلور إلا عند وجود أحد النجوم.